# Monika Theis
Monika Theis (* 22. April 1969 in Salzgitter) ist eine ehemalige deutsche Basketballspielerin.

## Laufbahn
Theis nahm im Juli 1988 mit der bundesdeutschen Auswahl an der Juniorinneneuropameisterschaft in Bulgarien teil und war im Turnierverlauf mit 8,4 Punkten pro Begegnung viertbeste Korbschützin der Deutschen. Zwischen Mai und Dezember 1989 bestritt sie sechs A-Länderspiele für die BRD. Auf Vereinsebene spielte Theis bis 1993 für den Bundesligisten MTV Wolfenbüttel.
Theis führte die Damen des BC Wolfenbüttel in der Saison 2004/05 als Trainerin zum Aufstieg in die Bundesliga. Sie betreute den BC dann zu Beginn der Saison 2005/06 auch in der höchsten deutschen Spielklasse, im Oktober 2005 kam es zur Trennung. Ab April 2004 war sie Trainerin beim MTV Börßum.
Als Seniorenspielerin nahm sie mit der Spielgemeinschaft MTV/BG Wolfenbüttel an Wettkämpfen, darunter deutschen Meisterschaften, teil.